# 国際母語デー
国際母語デー（こくさいぼごデー）とは、言語と文化の多様性、多言語の使用、そしてあらゆる母語の尊重の推進を目的として、国際連合教育科学文化機関（ユネスコ）が1999年11月17日に制定した、国際デーのひとつである。2月21日。
この国際デーは、1952年2月21日、当時はパキスタンの一部だったバングラデシュの首都ダッカで、ベンガル語を公用語として認めるように求めるデモ隊に警官隊が発砲し、死者が出たことに因むものである。バングラデシュでは、独立運動の中の重要なできごとの一つとしてこの日を「言語運動記念日」としていた。

## 歴史
宗主国イギリスがインドを去る1947年、かつての植民地は宗教を基にインドとパキスタンに分けられた。イスラム教を基に成立したパキスタンは、西パキスタンと東パキスタン（現バングラデシュ）という、地理的にも言語的にも大きく離れた2つの地域から構成されることとなった。人口は東パキスタンが多かったものの、政治の中枢は西パキスタンにあった。東パキスタン（現バングラデシュ）の人々は多くがベンガル語を母語とし、西パキスタンではパンジャーブ語、パシュトー語、シンド語などが話され、一方で政府中枢ではインド・イスラム王朝の歴史的中心地デリーの言語であるウルドゥー語が用いられていた。これらの言語は、いずれもインド・ヨーロッパ語族のインド語派に属してはいるが、言語自体はかなりの隔たりがある。イスラム教徒の言語による団結を掲げたジンナーはじめパキスタン政府は、ウルドゥー語を全パキスタンの唯一の国語として掲げメディアや学校などでウルドゥー語のみを用いさせようとした。政府中枢の推進するウルドゥー語に対する反発は西パキスタンでもあったが、元々ベンガル語を主流としウルドゥー語とより疎遠であった東パキスタンでは反発はさらに強かった。パキスタン政府首脳部がベンガル語ないしベンガル地域をヒンドゥー化されたイスラムにそぐわないものと見なしていたことも反発に拍車をかけた。
東パキスタン側はあくまでベンガル語を含めたパキスタン国内全ての母語を平等に扱うべきと要求していたが、1952年に至り国語化を求めたダッカ大学の学生が運動に加わることになる。2月21日に学生たちは抗議集会を開催すると宣言するも、パキスタン当局は法令144に基づき集会を反政府行動としてこれを禁じ参加者には発砲を許可して運動の封じ込めを図った。それにも関わらず学生たちは集会を強行し、集会を解散させようとする軍隊が参加者に向けて発砲し多くの学生が犠牲となった。

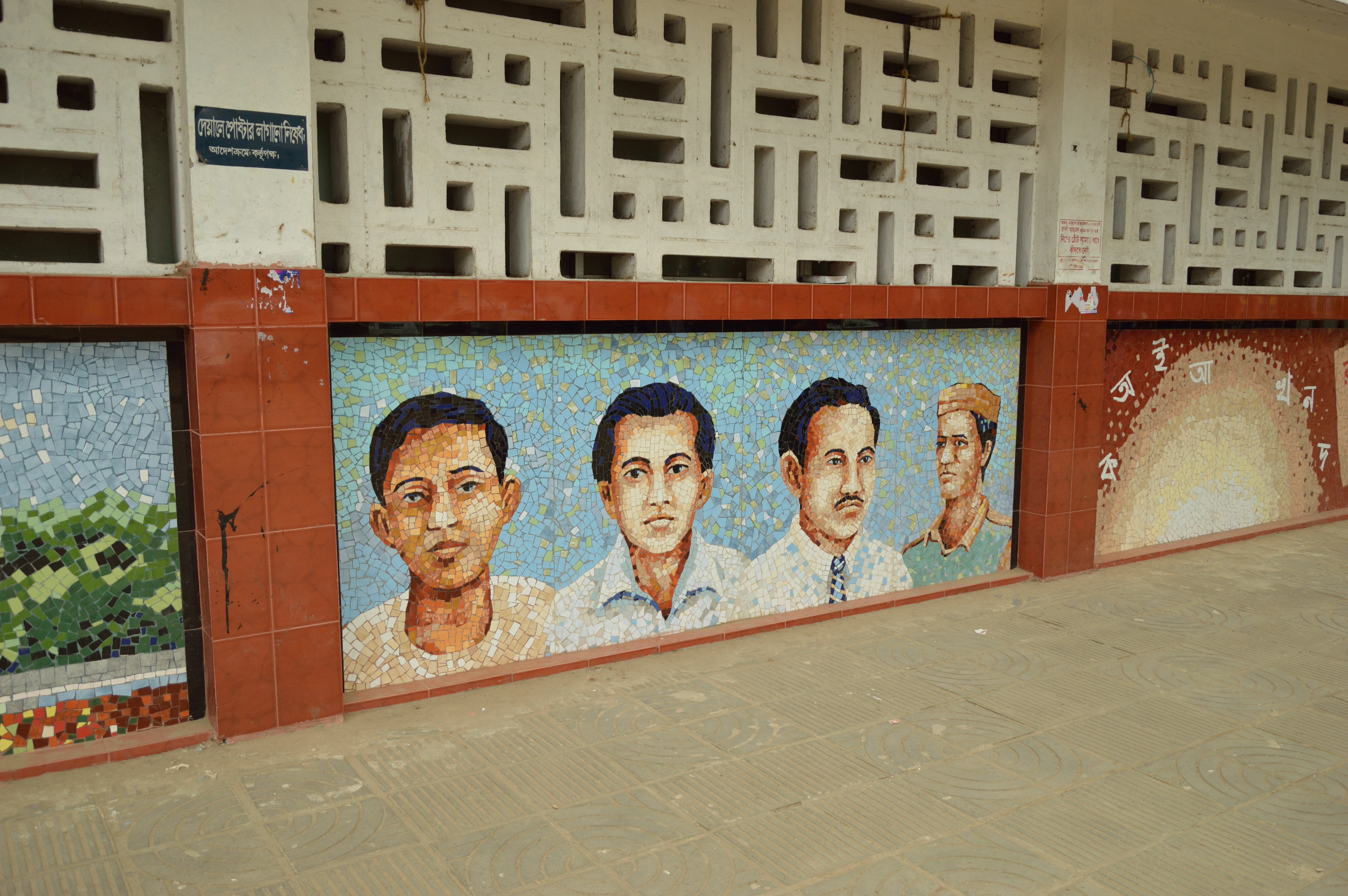
ダッカ大学にある犠牲となった学生のレリーフ

彼らの倒れたダッカ大学構内の地に、ショヒド・ミナール（言語に殉じた若者たちの碑）が建てられた。碑は、悲しみの母と倒れた息子たちを表している。中央の屈曲した碑は、母語を死守しようして倒れた息子たちを思い頭を垂れる母親を表している。後ろの赤い円は、死んでいった若者たちの血である。人が命に代えて言語を守ったのは、歴史で初めてのことだった。それから半世紀後の1999年、ユネスコは、「人類が使う、全ての言語の保存・保護を推進する」ことを目的に、2月21日を国際母語デー (International Mother Language day) に定めた。
なおショヒド・ミナールのレプリカは世界各地に建てられている。日本にも、池袋駅近くの公園に存在する。

## 国際母語デーの意義
世界の共通語（Lingua Franca）としての英語の圧倒的な隆盛の一方で、消滅したりといった危機にさらされる言語が後を絶たない。このような状況下、国際母語デーの意義は大きい。近年バングラデシュ国内では、隣接するインドからのテレビ放送により主に子供達の間にヒンディー語が広まりつつあり、その反動としてベンガル語愛護運動が盛んとなっている。このベンガル語愛護運動のよりどころとして、この国際母語デーは存在感を増している。